# Бжезьниця (Нижньосілезьке воєводство)
Бжезьниця (пол. Brzeźnica, нім. Briesnitz) — село в Польщі, у гміні Бардо Зомбковицького повіту Нижньосілезького воєводства.
Населення — 515 осіб (2011).
У 1975-1998 роках село належало до Валбжиського воєводства.

## Демографія
Демографічна структура станом на 31 березня 2011 року:
|          | Загалом | Допрацездатний вік | Працездатний вік | Постпрацездатний вік |
| -------- | ------- | ------------------ | ---------------- | -------------------- |
| Чоловіки | 256     | 55                 | 180              | 21                   |
| Жінки    | 259     | 45                 | 163              | 51                   |
| Разом    | 515     | 100                | 343              | 72                   |